# Мануха, Анна Степановна
Анна Степановна Мануха (22 марта 1924, с. Красное — 8 января 1994, с. Красное, Роменского района Сумской области) — механизатор, Герой Социалистического Труда (1977 г.).

## Биография
Мануха Анна Степановна родилась 22 марта 1924 года в крестьянской семье села Красное Сумской области. Ее детство прошло в суровых условиях коллективизации, голодомора 1932-1933 годов. Анна окончила 5 классов Смеловской средней школы. В четырнадцать лет начала трудовую деятельность. Ее юность была омрачена войной. Скрывалась с ровесниками от гитлеровских прихвостней, готовилась к борьбе с врагами. Девушек выследили и в товарных вагонах повезли в Германию. Там Анна Мануха прошла жестокие испытания: непосильный труд по 13-14 часов в сутки, унижения и издевательства. Через два года тяжелых скитаний на чужбине Анна вернулась в родное село. В 1945 году девушка начала осваивать профессию тракториста в только что возрожденной Протасовськой машинно-тракторной станции. Ее привлекал призыв Паши Ангелиной: «Девушки, на трактор!». Трехмесячные курсы девушка с образованием 5 классов закончила на «отлично». Работала добросовестно и вдохновенно. Анна Степановна ушла на пенсию в 50 лет как женщина-механизатор. Она продолжала работать на свинокомплексе.

## Трудовой подвиг
Из ржавого металлолома собрали жатку, и ее умело транспортировала Анна Мануха. Анна Мануха работала в смеловском колхозе «Прогресс», была мастером свекловодства по формированию густоты насаждения растений, ухода и копанию. В совершенстве знала, как выращивать кок-сагиз, махорку, мяту и другие культуры. Тридцать пять лет обрабатывала землю трактором, работала на «Универсале», ХТЗ, ЮМЗ, Т-150. Освоила несколько смежных специальностей. В 1977 году разработала свыше 5 тысяч гектаров условной пахоты при плане 1450 га. За опытом к ней приезжали из соседних колхозов трактористы, бригадиры тракторных бригад, и Анна охотно рассказывала об успехах в работе, не скрывая недостатки. У Анны Степановны много сподвижниц, с которыми вместе в послевоенные годы водили тракторы. Это Мария Чуб, Анастасия Романенко и другие.

## Награды
В 1978 году во Всесоюзном соревновании женщин-механизаторов она завоевала почетный приз имени Паши Ангелиной.
В 1977 году в Киеве получила высокие награды — орден Ленина и Золотую медаль Героя Социалистического Труда. Анна Мануха была награждена двумя орденами Ленина, орденом Трудового Красного Знамени, многими медалями.
1980 г.  — пенсионер союзного значения.